# Giovanni de Statia
Giovanni de Statia (jinak též Jan, Hanuš, Hons, Hans, Staciis, Statio, Statijs, Stazio, Vlach, ? – † 1595 Plzeň) byl renesanční italský architekt a stavitel.

## Život
O jeho životě není příliš mnoho známo. Nejvíce informací poskytuje jeho závěť z 3. ledna 1595. Pocházel z Massagna nebo Lugana. Ve své závěti píše, že by byl rád pohřben v kostele San Lorenzo v Luganu.
Statia byl dvakrát ženat a měl dvě děti.
Pravděpodobně se zúčastnil stavby dvou zámků Floriana Griespeka z Griespachu. Prvním byl zámek Kaceřov v letech 1543–1559 a druhý zámek Nelahozeves, jehož stavba začala roku 1553. Statiova účast na těchto stavbách není doložena v písemných pramenech, ale vzhledem k podobnému uměleckému projevu s plzeňskou radnicí se zdá jeho účast pravděpodobná.

## Plzeň
Giovanni de Statia je doloženým architektem a stavitelem plzeňské radnice (1554–1559). Prokazatelně v Plzni stavěl také dům čp. 204 (1572), dostavěl tzv. císařský dům a zřejmě se podílel také na stavbě domu U Bílého lva.